# Personer i Sverige födda i El Salvador
Till personer i Sverige födda i El Salvador räknas personer som är folkbokförda i Sverige och som har sitt ursprung i El Salvador. Enligt Statistiska centralbyrån fanns det 2017 i Sverige sammanlagt cirka 3 100 personer födda i El Salvador.

## Historisk utveckling

### Födda i El Salvador
| Personer i Sverige födda i El Salvador 1950–2024 | Personer i Sverige födda i El Salvador 1950–2024 | Personer i Sverige födda i El Salvador 1950–2024 | Personer i Sverige födda i El Salvador 1950–2024 | Personer i Sverige födda i El Salvador 1950–2024 |
| --- | ------------------------------------------------ | ------------------------------------------------ | ------------------------------------------------ | ------------------------------------------------ |
| |                                                  |                                                  |                                                  |                                                  |
| År |                                                  |                                                  | Folkmängd                                        |                                                  |
| 1950 | 1950                                             |                                                  | 10                                               |                                                  |
| 1960 | 1960                                             |                                                  | 2                                                |                                                  |
| 1970 | 1970                                             |                                                  | 121                                              |                                                  |
| 1980 | 1980                                             |                                                  | 97                                               |                                                  |
| 1990 | 1990                                             |                                                  | 1 721                                            |                                                  |
| 2000 | 2000                                             |                                                  | 2 332                                            |                                                  |
| 2001 | 2001                                             |                                                  | 2 351                                            |                                                  |
| 2002 | 2002                                             |                                                  | 2 363                                            |                                                  |
| 2003 | 2003                                             |                                                  | 2 392                                            |                                                  |
| 2004 | 2004                                             |                                                  | 2 425                                            |                                                  |
| 2005 | 2005                                             |                                                  | 2 451                                            |                                                  |
| 2006 | 2006                                             |                                                  | 2 536                                            |                                                  |
| 2007 | 2007                                             |                                                  | 2 557                                            |                                                  |
| 2008 | 2008                                             |                                                  | 2 590                                            |                                                  |
| 2009 | 2009                                             |                                                  | 2 637                                            |                                                  |
| 2010 | 2010                                             |                                                  | 2 677                                            |                                                  |
| 2011 | 2011                                             |                                                  | 2 720                                            |                                                  |
| 2012 | 2012                                             |                                                  | 2 781                                            |                                                  |
| 2013 | 2013                                             |                                                  | 2 825                                            |                                                  |
| 2014 | 2014                                             |                                                  | 2 883                                            |                                                  |
| 2015 | 2015                                             |                                                  | 2 942                                            |                                                  |
| 2016 | 2016                                             |                                                  | 2 994                                            |                                                  |
| 2017 | 2017                                             |                                                  | 3 052                                            |                                                  |
| 2018 | 2018                                             |                                                  | 3 121                                            |                                                  |
| 2019 | 2019                                             |                                                  | 3 223                                            |                                                  |
| 2020 | 2020                                             |                                                  | 3 303                                            |                                                  |
| 2021 | 2021                                             |                                                  | 3 353                                            |                                                  |
| 2022 | 2022                                             |                                                  | 3 401                                            |                                                  |
| 2023 | 2023                                             |                                                  | 3 421                                            |                                                  |
| 2024 | 2024                                             |                                                  | 3 417                                            |                                                  |
| Anm.: Befolkning den 31 december respektive år förutom åren 1960 och 1970 som avser förhållandet den 1 november och år 1980 som avser förhållandet den 15 september. |                                                  |                                                  |                                                  |                                                  |